# Graduation
| 전문가 평가                | 전문가 평가 |
| 총 점수                    | 총 점수     |
| 출처                       | 점수        |
| -------------------------- | ----------- |
| 메타크리틱                 | 79/100      |
| 평가 점수                  |             |
| 출처                       | 점수        |
| AllMusic                   | [ 2 ]       |
| The A.V. Club              | B+          |
| Entertainment Weekly       | B−          |
| The Guardian               | [ 5 ]       |
| Los Angeles Times          | [ 6 ]       |
| MSN Music (Consumer Guide) | A−          |
| NME                        | 6/10        |
| Pitchfork                  | 8.7/10      |
| Rolling Stone              | [ 10 ]      |
| Spin                       | [ 11 ]      |

《Graduation》은 2007년 9월 11일 데프잼 레코드와 로커펠라 레코드를 통해 발매된 미국의 래퍼 겸 프로듀서 카니예 웨스트의 세 번째 스튜디오 음반이다. 녹음 세션은 2005년과 2007년 사이에 뉴욕과 로스앤젤레스의 여러 스튜디오에서 열렸다. 주로 웨스트가 직접 프로듀싱했으며, 다양한 다른 프로듀서들의 기여가 있었다. 이 음반은 또한 드웰, 티페인, 릴 웨인, 모스 데프, DJ 프리미어, 콜드플레이의 크리스 마틴과 같은 레코딩 아티스트들의 게스트 참여를 특징으로 한다. 커버 아트와 인테리어 아트 작품은 일본의 현대 예술가 무라카미 다카시에 의해 디자인되었다.
스타디움 투어, 하우스 음악, 인디 록에서 영감을 받은 《Graduation》은 음악적으로 더 신비한 작곡으로 발전하면서 웨스트의 이전 음반의 화려하고 영혼에 기반을 둔 사운드에서 탈피했다. 웨스트는 레이어드 신시사이저를 통합했고 다양한 음악 장르에서 샘플링하고 랩에 대한 그의 접근 방식을 바꾸면서 일렉트로닉에 손을 댔다. 그는 자신의 새로운 명성과 언론의 정밀 조사에 대한 상반된 견해를 전달하고 있으며, 청취자들을 향한 승리의 영감을 주는 메시지를 제공한다. 이 음반은 웨스트의 첫 두 스튜디오 음반인 《The College Dropout》 (2004년)과 《Late Registration》 (2005년)의 교육 주제를 너무 일찍 마무리 지었다.
《Graduation》은 미국 빌보드 200에서 1위로 데뷔했으며, 판매 첫 주에 957,000장이 넘게 팔렸다. 이 음반은 미국에서 5백만 장 이상이 팔렸고 미국 음반 산업 협회로부터 5배 플래티넘 인증을 받았다. 국제적인 히트곡인 〈Stronger〉, 〈Good Life〉, 〈Homecoming〉을 포함한 다섯 개의 싱글이 발매되었고, 세 곡 중 전자가 미국 빌보드 핫 100에서 1위를 차지했다. 이 음반은 음악 평론가들로부터 널리 긍정적인 평가를 받았으며, 그들 중 몇 명은 제작에 찬사를 보냈으며, 웨스트는 세 번째 그래미 어워드 최우수 랩 앨범상과 올해의 앨범상 후보에 올랐다. 이 음반은 《롤링 스톤》과 《USA 투데이》를 포함한 여러 출판사에서 2007년 최고의 음반 중 하나로 선정되었으며, 또한 수많은 10년 종료 목록에 이름을 올렸으며, 이후 《롤링 스톤》이 선정한 역사상 가장 위대한 음반 500장과 《NME》가 선정한 가장 위대한 음반 500장에 이름을 올렸다.
《Graduation》과 동료 미국인 래퍼 50 센트의 《Curtis》 사이의 일치된 발매일은 판매 경쟁 아이디어에 대한 많은 홍보를 불러일으켰고, 결과적으로 두 음반 모두 기록적인 판매 실적을 달성했다. 전자의 성공과 후자와의 경쟁의 결과는 주류 힙합에서 갱스터 랩의 지배의 종말을 의미했다. 이는 갱스터 관례를 따르지 않은 다른 힙합 아티스트들이 상업적으로 받아들여질 수 있는 길을 열어준 것으로 평가된다.

## 배경
《Graduation》은 웨스트가 기획한 교육 테마 스튜디오 음반의 세 번째 편으로, 웨스트는 이후 그의 네 번째 스튜디오 음반인 《808s & Heartbreak》 (2008년)의 컨셉을 둘러싼 사건들로 인해 이 편에서 벗어났다. 이 음반은 웨스트의 음악 스타일과 프로듀싱에 대한 접근 방식에서 또 다른 독특한 발전을 보여준다. 버티고 투어에서 아일랜드의 록 밴드 U2와 함께 전 세계를 순회한 후, 웨스트는 보노가 매일 밤 놀라운 박수로 스타디움 투어를 여는 것을 보고 영감을 얻었고, 큰 경기장과 경기장에서 더 효율적으로 운영될 수 있는 주제곡 랩을 작곡하려고 했다. 이러한 "경기장 상태"를 달성하려는 웨스트의 시도에서 웨스트는 그의 힙합 제작에 레이어드 일렉트로닉 신시사이저를 포함했는데, 그는 또한 1980년대의 음악에 영향을 받고 전자 음악을 실험하면서 더 느린 템포를 사용한다는 것을 알게 되었다. 웨스트는 1980년대 초 그의 고향인 일리노이주 시카고에서 처음 시작된 일렉트로닉 댄스 음악의 하위 장르인 하우스 음악의 영향을 특히 받았다. 웨스트는 자라면서 집이나 차 안에서 힙합 음악을 듣곤 했지만, 춤을 추고 싶을 때는 하우스 클럽에 다니곤 했다고 말했다. 그는 집에서 집에 거의 귀를 기울이지 않았지만, 그는 여전히 그것이 그의 문화와 배경의 중요한 부분이라고 느꼈다.
웨스트는 클래식 솔 레코드의 샘플과 보간법을 습관적으로 사용하는 것에 그치지 않음으로써 《Graduation》에 대한 그의 음악적 팔레트를 더욱 넓혔으며, 대신 훨씬 더 다양한 음악 장르로부터 영향을 받았다. 하우스 음악과 함께, 《Graduation》은 유로디스코, 하드 록, 일렉트로니카, 라운지, 프로그레시브 록, 신스팝, 일렉트로, 크라우트록, 덥, 레게, 댄스홀의 샘플과 음악 요소를 포함하고 있다. 또한, 세 번째 스튜디오 음반의 대부분 동안, 웨스트는 그의 랩 스타일을 수정했고 보노의 오페라 노래를 모방하여 지연되고 활기찬 흐름을 채택했다. 웨스트는 그의 어휘를 바꾸었고, 그는 부드러운 모음 화음을 선호하기 위해 발성 자음을 덜 사용했다. U2 외에도 웨스트는 롤링 스톤스와 레드 제플린과 같은 다른 아레나 록 밴드로부터 그의 노래의 멜로디와 코드 진행에 영감을 얻었다. 서정적인 면에서, 그는 롤링 스톤스와 함께 그들의 《A Bigger Bang》 콘서트 투어를 한 후, 그리고 그가 그의 가장 복잡한 서정적인 주제들로 관객들을 사로잡을 수 없다는 것을 발견한 후에 그의 운의 일부를 단순화한다.

## 발매
발매 첫날, 《Graduation》은 437,000장이 넘게 팔렸다. 이 음반은 미국 빌보드 200 차트에서 1위로 데뷔했으며, 미국에서만 첫 주에 총 957,000장 이상의 판매고를 올렸다. 《Graduation》은 빌보드 200에서 1위를 차지한 웨스트의 두 번째 연속 스튜디오 음반이 되었고 영국과 캐나다에서 음반 차트에서 1위로 데뷔했다. 바로 그 주에 〈Stronger〉가 빌보드 핫 100에서 1위를 차지했고, 205,000개 이상의 디지털 다운로드가 팔렸고 웨스트에게 세 번째 1위 싱글을 안겨주었다. 이 음반은 지난 2년 동안 발매된 음반 중 가장 높은 첫 주 판매 총계를 기록했으며, 마지막 음반은 웨스트 자신의 《Late Registration》이었다.

## 곡 목록
| #   | 제목                                                    | 작사·작곡 | 프로듀서                                               | 재생 시간 |
| --- | ------------------------------------------------------- | --- | ------------------------------------------------------ | --------- |
| 1.  | 〈Good Morning〉                                        | Kanye West Elton John Bernie Taupin                                                                             | West                                                   | 3:15      |
| 2.  | 〈Champion〉                                            | West Walter Becker Donald Fagen                                                                                 | Brian "AllDay" Miller West [a]                         | 2:47      |
| 3.  | 〈Stronger〉                                            | West Thomas Bangalter Guy-Manuel de Homem-Christo Edwin Birdsong                                                | West Mike Dean [c]                                     | 5:12      |
| 4.  | 〈I Wonder〉                                            | West Labi Siffre                                                                                                | West                                                   | 4:03      |
| 5.  | 〈Good Life〉 (featuring T-Pain)                        | West Faheem Najm Aldrin Davis Quincy Jones James Ingram                                                         | West DJ Toomp Dean [b]                                 | 3:27      |
| 6.  | 〈Can't Tell Me Nothing〉                               | West Connie Mitchell Davis                                                                                      | West Toomp                                             | 4:31      |
| 7.  | 〈Barry Bonds〉 (featuring Lil Wayne)                   | West Dominick Lamb Dwayne Carter, Jr. Norman Landsberg John Ventura Leslie Weinstein Felix Pappalardi           | Nottz West [a]                                         | 3:24      |
| 8.  | 〈Drunk and Hot Girls〉 (featuring Mos Def)             | West Irmin Schmidt Michael Karoli Jaki Liebezeit Kenji Suzuki Holger Schuering                                  | West Jon Brion [b] Dean [d]                            | 5:13      |
| 9.  | 〈Flashing Lights〉 (featuring Dwele)                   | West Eric Hudson                                                                                                | West Hudson                                            | 3:57      |
| 10. | 〈Everything I Am〉 (featuring scratches by DJ Premier) | West Christopher Martin Prince Phillip Mitchell George Clinton, Jr. Carlton Ridenhour Eric Sadler Hank Shocklee | West                                                   | 3:47      |
| 11. | 〈The Glory〉                                           | West Dante Smith Laura Nyro Landsberg Pappalardi Ventura Weinstein                                              | West Gee Roberson [a] Patrick "Plain Pat" Reynolds [a] | 3:32      |
| 12. | 〈Homecoming〉 (featuring Chris Martin)                 | West Chris Martin Warryn Campbell                                                                               | West Warryn "Baby Dubb" Campbell                       | 3:23      |
| 13. | 〈Big Brother〉                                         | West Davis | Toomp                                                  | 4:47      |

| #   | 제목                                              | 작사·작곡                                                                     | 프로듀서                  | 재생 시간 |
| --- | ------------------------------------------------- | ----------------------------------------------------------------------------- | ------------------------- | --------- |
| 14. | 〈Good Night〉 (featuring Al Be Back and Mos Def) | West Albert Daniels Jason T. Miller Arthur Reid Ewart Beckford William Maragh | West J. Miller Al Be Back | 3:07      |

## 인증
| 국가                                                                                         | 인증        | 판매량/출하량 |
| -------------------------------------------------------------------------------------------- | ----------- | ------------- |
| 오스트레일리아 (ARIA)                                                                        | 플래티넘    | 70,000^       |
| 캐나다 (뮤직 캐나다)                                                                         | 2× 플래티넘 | 200,000^      |
| 덴마크 (IFPI Danmark)                                                                        | 2× 플래티넘 | 40,000        |
| 아일랜드 (IRMA)                                                                              | 플래티넘    | 15,000^       |
| 일본 (RIAJ)                                                                                  | 골드        | 100,000^      |
| 뉴질랜드 (RMNZ)                                                                              | 골드        | 7,500^        |
| 러시아 (NFPF)                                                                                | 골드        | 10,000*       |
| 스위스 (IFPI 스위스)                                                                         | 골드        | 15,000^       |
| 영국 (BPI)                                                                                   | 2× 플래티넘 | 600,000       |
| 미국 (RIAA)                                                                                  | 5× 플래티넘 | 5,000,000     |
| *판매량을 기반으로 한 인증 · ^출하량을 기반으로 한 인증 · 판매량+스트리밍을 기반으로 한 인증 |             |               |

## 같이 보기
- Curtis